# Theosis
Theosis („Vergöttlichung, Vergottung“; Griechisch: Θέωσις; auch: theiosis, theopoiesis, theōsis) bezeichnet in den Orthodoxen Kirchen, den Altorientalischen Kirchen und den katholischen Ostkirchen die Errettung aus der Unheiligkeit zur Teilnahme am Leben Gottes. Die Theosis steht im Zentrum der orthodoxen Spiritualität.
Nach dieser Auffassung wird das heilige Leben Gottes, welches der Gläubige in Jesus durch den Heiligen Geist erhält, folgendermaßen ausgedrückt: Es beginnt mit den Anstrengungen dieses Lebens, wächst durch die Erlebnisse des Gläubigen durch Gotteserkenntnis und findet seine Erfüllung in der Auferstehung des Gläubigen, wenn die Macht von Sünde und Tod völlig von Gottes Leben überwunden sind und ihre Macht über den Gläubigen für immer verlieren.
Diese Auffassung ist historisch grundlegend für das christliche Verständnis sowohl im Westen als auch im Osten, da sie direkt aus den Lehren der Apostel und des Frühchristentums in Bezug auf das Leben im Glauben entwickelt wurde.

## Zitate
- Johannes Chrysostomus: „Durch die Teilnahme an Gott wird der Mensch durch Gnade, was Christus durch Natur ist.“[2]
- Johannes Tauler: „dar umbe wart er mensche, das der Mensch Got wúrde“[3].

## Einzelbelege
1. ↑   Vgl. hierzu grundlegend Metropolit Hierotheos (Vlachos) von Nafpaktos: Orthodoxe Spiritualität. Eine kurze Einführung.
2. ↑  Zitiert nach Christoph Schönborn: Vergöttlichung. In: Christian Schütz (Hrsg.): Praktisches Lexikon der Spiritualität. Herder, Freiburg i.Br. u. a. 1992, ISBN 3-451-22614-6, Sp. 1353 (1355) (ohne Nachweis)
3. ↑  Zitiert nach Stefan Zekorn: Gelassenheit und Einkehr. Zu Grundlage und Gestalt geistlichen Lebens bei Johannes Tauler. Echter, Würzburg 1993. (Studien zur systematischen und spirituellen Theologie; Bd. 10). ISBN 3-429-01516-2, S. 35 Fn. 14